# Joachim Koester
Joachim Koester (* 1962 in Kopenhagen) ist ein dänischer Konzeptkünstler, Fotograf und Filmschaffender, der in Kopenhagen und New York lebt.

## Leben und Werk
Joachim Koester schloss sein Studium 1994 an der Königlich Dänischen Kunstakademie ab. Seine bevorzugten Medien sind Fotografie, Sound und Video.
1997 zeigte Koester auf der documenta X ein Projekt mit dem Titel Day for Night Christiana 1996. Christiana ist der Name einer 1971 gegründeten Hippiekommune. Der erste Teil dieser Arbeit besteht aus einer Serie von Photographien, die mit der Technik der amerikanischen Nacht aufgenommen werden. „Dieser Kunstgriff trübt die klare Grenzziehung zwischen einer Beschreibung der Realität und der Konstruktion eines fiktiven Bereichs“. Message from Andrée (2005) wurde im dänischen Pavillon auf der Biennale di Venezia in Venedig gezeigt. 2013 wurde Joachim Koester mit dem Camera Austria-Preis ausgezeichnet.

## Filme (Auswahl)
- Pit Music (1996)
- Message from Andrée (2005)
- Tarantism (2007)
- The Hashish Club (2009)
- Of Spirits and Empty Spaces (2012)
- The Place of Dead Roads (2013)
- Howe (2013)
- Department of Abandoned Futures (2015)
- Maybe this act, this work, this thing (2016)[6]